# Günther Eger
Günther Eger (Tegernsee, 7 de septiembre de 1964) es un deportista alemán que compitió en bobsleigh en la modalidad doble.
Participó en los Juegos Olímpicos de Albertville 1992, obteniendo una medalla de bronce en la prueba doble (junto con Christoph Langen). Ganó una medalla de plata en el Campeonato Europeo de Bobsleigh de 1992.

## Palmarés internacional
| Juegos Olímpicos   | Juegos Olímpicos      | Juegos Olímpicos  | Juegos Olímpicos |
| Año                | Lugar                 | Medalla           | Prueba           |
| ------------------ | --------------------- | ----------------- | ---------------- |
| 1992               | Albertville (Francia) | Medalla de bronce | Doble            |
| Campeonato Europeo |                       |                   |                  |
| Año                | Lugar                 | Medalla           | Prueba           |
| 1992               | Königssee (Alemania)  | Medalla de plata  | Doble            |